# Australiens MotoGP 1994
Australiens MotoGP 1994 kördes den 27 mars på Eastern Creek Raceway. 

## 500GP

### Slutresultat
| Plats | Förare               | Märke  | Grid | Kvaltid  |
| ----- | -------------------- | ------ | ---- | -------- |
| 1     | John Kocinski        | Cagiva | 1    | 1.30,394 |
| 2     | Luca Cadalora        | Yamaha | 2    | 1.30,523 |
| 3     | Mick Doohan          | Honda  | 3    | 1.30,755 |
| 4     | Kevin Schwantz       | Suzuki | 4    | 1.31,404 |
| 5     | Shinichi Itoh        | Honda  | 6    | 1.31,527 |
| 6     | Àlex Crivillé        | Honda  | 10   | 1.32,455 |
| 7     | Alberto Puig         | Honda  | 5    | 1.31,524 |
| 8     | Alex Barros          | Suzuki | 9    | 1.32,278 |
| 9     | Doug Chandler        | Cagiva | 8    | 1.31,151 |
| 10    | John Reynolds        | Yamaha | 12   | 1.33,316 |
| 11    | Bernard Garcia       | Yamaha | 16   | 1.34,288 |
| 12    | Scott Doohan         | Yamaha | 15   | 1.33,959 |
| 13    | J.M. López Mella     | Yamaha | 14   | 1.33,956 |
| 14    | Sean Emmett          | Yamaha | 13   | 1.33,421 |
| 15    | Cristiano Migliorati | Yamaha | 22   | 1.35,670 |
| 16    | Laurent Naveau       | Yamaha | 19   | 1.35,144 |
| 17    | Jeremy McWilliams    | Yamaha | 17   | 1.34,392 |
| 18    | Jean-Pierre Jeandat  | Yamaha | 18   | 1.34,946 |
| 19    | Bernhard Haenggeli   | Yamaha | 21   | 1.35,546 |
| 20    | Marc Garcia          | Yamaha | 27   | 1.36,973 |
| 21    | Julián Mirallés      | Yamaha | 24   | 1.36,442 |
| 22    | Bruno Bonhuil        | Yamaha | 23   | 1.36,336 |
| 23    | Andreas Leuthe       | Yamaha | 29   | 1.37,661 |
| 24    | Vittorio Scatola     | Paton  | 31   | 1.38,213 |
| 25    | Cees Doorakkers      | Yamaha | 30   | 1.37,782 |
| 26    | Lucio Pedercini      | Yamaha | 20   | 1.35,156 |
| 27    | Jean Foray           | Yamaha | 25   | 1.36,818 |
| 28    | Daryl Beattie        | Yamaha | 7    | 1.31,603 |
| 29    | Marco Papa           | Yamaha | 26   | 1.36,910 |
| 30    | Kevin Mitchell       | Yamaha | 28   | 1.37,367 |
| 31    | Niall Mackenzie      | Yamaha | 11   | 1.33,014 |